# Київське вище професійне училище будівництва та дизайну
Комунальний заклад професійної (професійно-технічної) освіти "Київський професійний коледж "СИНЕРГІЯ" — навчальний заклад міста Києва третього ступеня акредитації. Здійснює підготовку кадрів на базі 9-ти класів.

## Історія
Комунальний заклад профеійної (професійно-технічної) освіти "Київський професійний коледж "СИНЕРГІЯ"  був створений 16 жовтня 1947 року під назвою — Школа фабрично-заводського навчання № 30.
1955 року школа фабрично-заводського навчання № 30 перейменована у будівельну школу № 10.
1957 року школа набула назву — Будівельне училище № 10.
1962 року училище отримує назву Міське професійно-технічне училище № 29.
2002 року навчальний заклад став Київським вищим професійним училищем будівництва i дизайну з третім ступенем акредитації. У 2005 році відбувся перший випуск учнів, які отримали диплом молодшого спеціаліста.
2022 року навчальний заклад набув статус комунального закладу професійної (професійно-технічної) освіти "Київський професійний коледж "СИНЕРГІЯ".

## Адміністративний колектив
- Алексенко Георгій В'ячеславович — Директор,  кавалер ордена "За заслуги" ІІІ ступеня,  лауреат Премії Верховної Ради України, заслужений працівник освіти України
- Найверт Юлія Олександрівна — Заступник директора із навчально-виробничої роботи
- Тумановська Анна Миколаївна — Заступник директора з навчальної роботи
- Лесик Анна Юріївна — Заступник директора з навчально-виховної роботи
- Гринь Тетяна Миколаївна - Старший майстер
- Самойлик Ірина Миколаївна — Методист
- Скалицька Людмила Миколаївна - Завідувач господарством
- Олійник Ольга Миколаївна — Головний бухгалтер
- Соколовська Тетяна Іванівна — Інспектор відділу кадрів

## Професії
Освітньо-кваліфікаційний рівень — кваліфікований робітник (ліцензія АЕ 527390)
- Маляр. Реставратор декоративно-художніх фарбувань (дизайнер).
- Електромонтажник з освітлення та освітлювальних мереж. Електромонтажник з силових мереж та електроустаткування.
- Оператор з обробки інформації та програмного забезпечення.
- Адміністратор. Агент з постачання.
- Оформлювач вітрин, будівель і споруд.

Освітньо-кваліфікаційний рівень — фаховий молодший бакалавр (ліцензія АЕ 270771)
- Підприємництво, торгівля та біржова діяльність.
- Будівництво та цивільна інженерія
- Електроенергетика, електротехніка та електромеханіка.

Форма навчання: денна.

## Інтернет-ресурси училища
22 лютого 2016 року в Київському вищому професійному училищі будівництва і дизайну було запущено власну Електронну бібліотеку. Розміщена електронна бібліотека на сервері навчального закладу з крос-платформою Calibre.
18 березня 2016 року також в училищі було відкрито сайт з електронними кабінетами педагогічних працівників навчального закладу. Створення сайту проводилось на CMS WordPress, мовами програмування PHP, CSS, JavaScript та базою даних SQL. В 2017 році сайт визнано переможцем у всеукраїнському конкурсі на кращий електронний освітній ресурс «Планета ІТ» в номінації «Он-лайновий освітній ресурс». Організатором всеукраїнського конкурсу на кращий електронний освітній ресурс «Планета ІТ» виступив Інститут професійно-технічної освіти Національної академії педагогічних наук України.
З 15 лютого 2016 року вебсайт Київського вищого професійного училища будівництва і дизайну брав участь в VI Конкурсі на найкращий вебсайт навчального закладу, який проводила Інтернет Асоціація України за підтримки Міністерства освіти і науки України. 24 березня 2016 року стали відомі результати конкурсу, де серед 279 сайтів навчальних закладів професійно-технічної освіти, сайт училища посів третє місце.
В 2017 році у VII Конкурсі на найкращий вебсайт навчального закладу, сайт посів перше місце. А в 2018 році у VIII Конкурсі на найкращий вебсайт навчального закладу, у номінації «Вебсайти навчальних закладів професійно-технічної освіти» вебсайт училища посів друге місце.
14 січня 2018 року в училищі запущено сайт з навчальними відеоматеріалами. Сайт отримав назву «Навчальна відеотека».

## Інтернет-радіо училища
25 травня 2015 року в Київському вищому професійному училищі будівництва і дизайну вперше зазвучало власне інтернет-радіо. Це перше інтернет-радіо серед навчальних закладів професійно-технічної освіти та четверте серед всіх навчальних закладів України (після Київського політехнічного інституту, Тернопільського технічного університету та Сумського державного університету).
Спочатку проводилось тестове мовлення потоком 40кбіт/с для перевірки технічних та програмних можливостей сервера та музичної бази. З 10 червня 2015 року трансляція відбувається потоком в 96 кбіт/с з сервера IceCast. У форматі радіо є вітчизняні та закордонні музичні новинки, українська музика та хіти минулих років, а також інформація училища. Інтернет-радіо загалом проводило мовлення у вихідний та святковий час.
З 1 лютого 2016 року інтернет-радіо училища веде цілодобове мовлення з потоком 128кбіт/с.

## Матеріально-технічна база
Училище має 7 майстерень, 18 кабінетів, 3 комп'ютерних класи, актовий, спортивний і тренажерний зали, літній спортивний майданчик.